# Вуэльта Андалусии 2016
62-й выпуск Вуэльта Андалусии — шоссейной многодневной велогонки по дорогам Испании. В 2016 году гонка проходила с 17 по 21 февраля. Имела категорию 2.1 и входила в календарь UCI Europe Tour 2016. Прошлогодний победитель Крис Фрум из команды Team Sky не принимал участия в гонке.

## Участники
В гонке приняли участие 24 команд (10 UCI WorldTeams, 9 UCI Professional Continental teams и 5 Континентальных команд), представивших по 5-7 гонщиков. Общее количество вышедших на старт 164 гонщика.
| UCI WorldTeams (10)- BMC Racing Team - Dimension Data - Giant-Alpecin - IAM Cycling - Lotto NL-Jumbo - Lotto-Soudal - Movistar Team - Sky - Tinkoff - Trek-Segafredo UCI Professional Continental Teams (10)- Caja Rural-Seguros RGA - CCC Sprandi Polkowice - Cofidis, Solutions Crédits - Direct Énergie - Funvic Soul Cycles-Carrefour - Gazprom-RusVelo - Roompot-Oranje Peloton - Southeast-Venezuela - Topsport Vlaanderen-Baloise - Wanty-Groupe Gobert UCI Continental Teams (4)- Burgos-BH - Euskadi Basque Country-Murias - Matrix Powertag - Stradalli-Bike Aid |
| |

### Российские участники
Tinkoff : Николай Трусов (сход на 5 этапе)
Gazprom-RusVelo : Сергей Фирсанов (53), Александр Фолифоров (сход на 5 этапе), Евгений Шалунов (сход на 5 этапе), Алексей Рыбалкин (сход на 5 этапе), Игорь Боев (сход на 5 этапе), Артём Овечкин (сход на 5 этапе), Андрей Соломенников (сход на 5 этапе)

## Маршрут
| Этап | Дата   | Маршрут                                       | type                    | Длина (км) | Победитель          | Лидер генеральной классификации |
| ---- | ------ | --------------------------------------------- | ----------------------- | ---------- | ------------------- | ------------------------------- |
| 1    | 17 фев | Альмонастер-ла-Реаль – Севилья                | холмистый               | 165,2      | Даниэле Беннати     | Даниэле Беннати                 |
| 2    | 18 фев | Паломарес-дель-Рио – Кордова                  | холмистый               | 186,3      | Насер Буханни       | Насер Буханни                   |
| 3    | 19 фев | Моначиль – Падуль                             | холмистый               | 157,9      | Оскар Гатто         | Бен Свифт                       |
| 4    | 20 фев | Альхаурин-де-ла-Торре – Альхаурин-де-ла-Торре | индивидуальная разделка | 21         | Тиджей Ван Гардерен | Тиджей Ван Гардерен             |
| 5    | 21 фев | Сан-Роке – Alto de Peñas Blancas              | горный                  | 171        | Алехандро Вальверде | Алехандро Вальверде             |

## Лидеры квалификаций
- Генеральная — зачёт по лучшему времени прохождения этапов.
- Очковая — зачёт по количеству очков на горных, спринтерских отсечках и финишах.
- Горная — зачёт по количеству очков на горных финишах.
- Спринтерская — зачёт по количеству очков на спринтерских отсечках и финишах.
- Командная — зачёт по лучшему времени прохождения этапов несколькими гонщиками команды.

| Этап | Победитель этапа    | Генеральная квалификация | Очковая квалификация | Горная квалификация | Спринтерская квалификация | Командная квалификация     |
| ---- | ------------------- | ------------------------ | -------------------- | ------------------- | ------------------------- | -------------------------- |
| 1    | Даниэле Беннати     | Даниэле Беннати          | Даниэле Беннати      | Иманоль Эстевес     | Жером Боньи               | Cofidis, Solutions Crédits |
| 2    | Насер Буханни       | Насер Буханни            | Насер Буханни        | Иманоль Эстевес     | Жером Боньи               | Cofidis, Solutions Crédits |
| 3    | Оскар Гатто         | Бен Свифт                | Бен Свифт            | Дамиано Карузо      | Жером Боньи               | Tinkoff                    |
| 4    | Тиджей Ван Гардерен | Тиджей Ван Гардерен      | Бен Свифт            | Дамиано Карузо      | Жером Боньи               | BMC Racing Team            |
| 5    | Алехандро Вальверде | Алехандро Вальверде      | Бен Свифт            | Дамиано Карузо      | Жером Боньи               | BMC Racing Team            |
| ИТОГ | ИТОГ                | Алехандро Вальверде      | Бен Свифт            | Дамиано Карузо      | Жером Боньи               | BMC Racing Team            |